# Otto Zerlik
Otto Zerlik (* 4. Januar 1907 in Uittwa; † 24. April 1989 in Geislingen an der Steige) war ein sudetendeutscher Schriftsteller, Mundartdichter, Herausgeber und Volkskundler des Egerlandes. Zerlik sammelte vor allem Egerländer Gedichte, Erzählungen, Weisheiten und Liedgut, die er in mehreren Werken zusammenstellte und herausgab.

## Leben
Otto Zerlik war der Sohn von Eduard Zerlik und dessen Frau Emilie, geborene Garkisch. Er besuchte eine zweiklassige Volksschule auf dem Lande und steuerte zum Familienunterhalt durch die Tätigkeit als Hütjunge bei. Im Alter von 12 Jahren begann er seine Ausbildung zum Maurer und war anschließend als Geselle tätig. Von 1929 bis 1930 studierte er am Technikum in Bodenbach an der Elbe mit Schwerpunkt Hochbau.
Über Hugo Liehm, damals noch Bürgermeister von Luditz, kam Zerlik zu einer Anstellung als Wanderlehrer beim Bund der Deutschen in Teplitz-Schönau. Nebenberuflich widmete er sich der Egerländer Mundartlyrik und -dichtung, arbeitete ab 1932 bei mehreren Zeitschriften für Sprach-, Spruch- und Brauchguterfassung mit und veröffentlichte 1936 im Selbstverlag erste Verssammlungen. Eines seiner großen Vorbilder war Josef Hofmann. 1937 bis 1938 war er Geschäftsleiter der deutschen Landjugend in der Tschechoslowakei und wurde nach dem Anschluss und der Gründung des Reichsgaus Sudetenland in Reichenberg Kulturreferent der Landesbauernschaft Sudetenland.
1942 wurde er zum Kriegsdienst herangezogen und kam nach Ende des Zweiten Weltkriegs 1945 in US-amerikanische und britische Kriegsgefangenschaft. Nach seiner Entlassung wurde er 1948 in München Geschäftsführer des Adalbert-Stifter-Vereins und veröffentlichte bald darauf eigene Werke und Sammlungen sudetendeutscher Dichtungen und lieferte Beiträge für Zeitungen und Zeitschriften. Ab 1953 war er Chefredakteur der Karlsbader Zeitung und war unter anderem mehrere Jahrzehnte Geschäftsführer des Bundes der Eghalanda Gmoin. In dieser Funktion gab er unter anderem 1954 das Jahrbuch der Egerländer heraus, arbeitete am Sudetendeutschen Mundartwörterbuch und dem Sudetendeutschen Volkskundeatlas mit und regte die Errichtung des Egerland-Brunnens sowie des Ostlandkreuzes an.
Seit 1972 lebte Zerlik mit seiner Frau und seinen Kindern in Geislingen an der Steige, wo er im Alter von 82 Jahren verstarb.

## Publikationen (Auswahl)
- Heimliches Blühe : Gedichte. Selbstverlag, Uittwa 1936.
- A Herzl für d' Hoimat. Kraus Verlag, Reichenberg 1936.
- `s [es] blöiht da Epflbam : Gedichte in Egerländer Mundart. H. Hohler-Verlag, Karlsbad-Donitz 1943.
- Egerländer Bauernjahr : Mundartgedichte. Heimreiter-Verlag, Frankfurt am Main 1955.
- Egerländer Plauderstündchen : Otto Zerlik erzählt von allerhand großen und kleinen Leuten. Aufstieg-Verlag, München 1964.
- Das Kurbarometer : Histörchen, Witze, Anekdoten. Kraft Verlag, Augsburg 1965. (illustriert von Toni Schönecker)
- Erlebtes und Erprobtes : Egerländer Spruchweisheit. Selbstverlag, Geislingen an der Steige 1966.
- Ich bin dir gout, Nürnberg 1983. Preussler Verlag, Nürnberg 1983.

## Auszeichnungen (Auswahl)
- 1973: Tiroler Ehren- und Wanderkrug für Volkstumsarbeit, Deutsches Kulturwerk Europäischen Geistes
- 1986: Nordgaupreis des Oberpfälzer Kulturbundes in der Kategorie „Heimatpflege“
- Adalbert-Stifter-Medaille, Sudetendeutsche Landsmannschaft
- Sudetendeutscher Volkstumspreis, Sudetendeutsche Landsmannschaft
- Rudolf-Lodgman-Plakette, Sudetendeutsche Landsmannschaft
- Ehrenzeichen, Sudetendeutsche Landsmannschaft
- Bundesverdienstkreuz am Bande